# Great Dane Airlines
Great Dane Airlines A / S est une compagnie aérienne danoise basée à Aalborg, au Danemark. La compagnie cesse ses activités en octobre 2021.

## Histoire
Depuis sa création en 2018, la compagnie aérienne propose des vols charters des voyagistes danois. Elle a tout d'abord opéré une flotte de deux avions Embraer 195 de 118 places loués à Stobart Air, avec huit pilotes et douze PNC. La compagnie aérienne a effectué son premier vol le 14 juin 2019, un vol charter d'Aalborg à Rhodes. Son premier vol régulier a relié Aalborg à Dublin le 21 juin 2019.

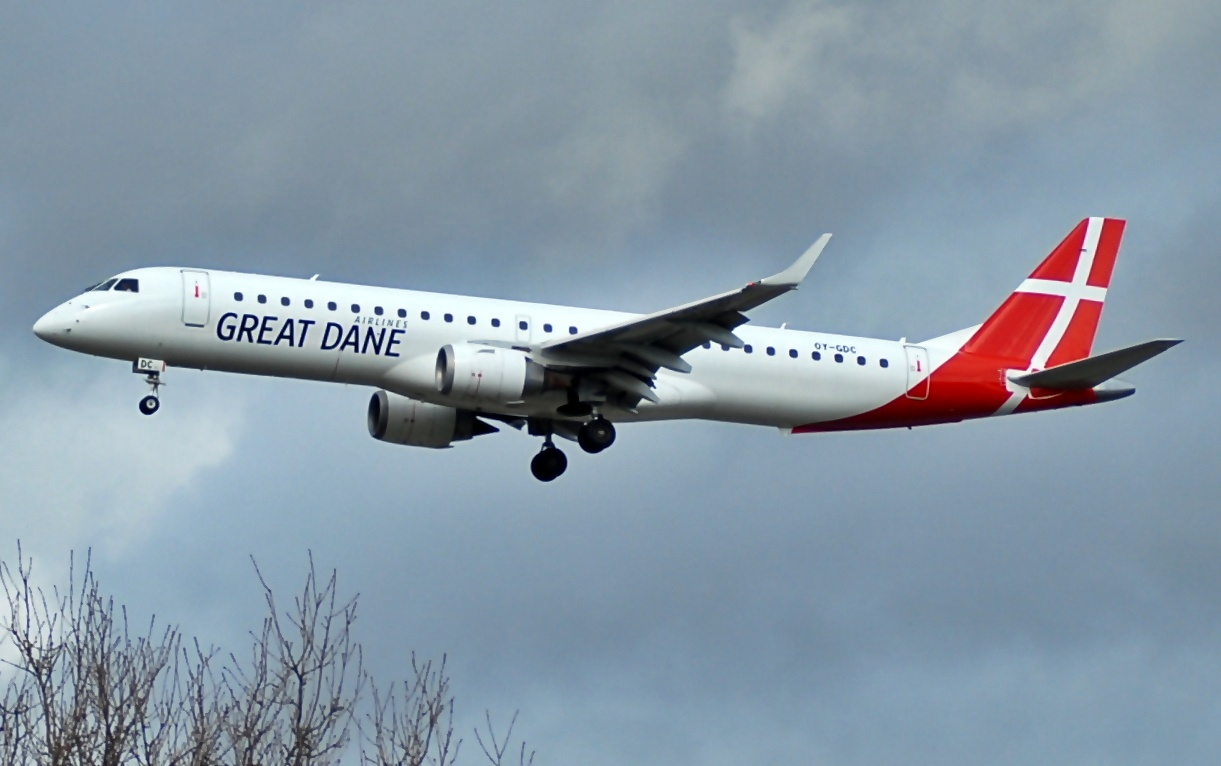
Un Embraer 195 de Great Dane Airlines.

La compagnie aérienne était initialement détenue en copropriété par Thomas Hugo Møller et par Huy Duc Nguyen, qui, à la suite de controverses, a démissionné de ses fonctions de membre du conseil d'administration, de direction et de propriétaire en mars 2019. En mars 2019, Eigild Bødker Christensen a investi dans Great Dane Airlines (via SEBC II ApS), laissant Great Dane Airlines copropriété par Thomas Hugo Møller (10%) et Eigild Bødker Christensen (90%).

## Destinations
En 2020, Great Dane Airlines propose les vols charters suivants:

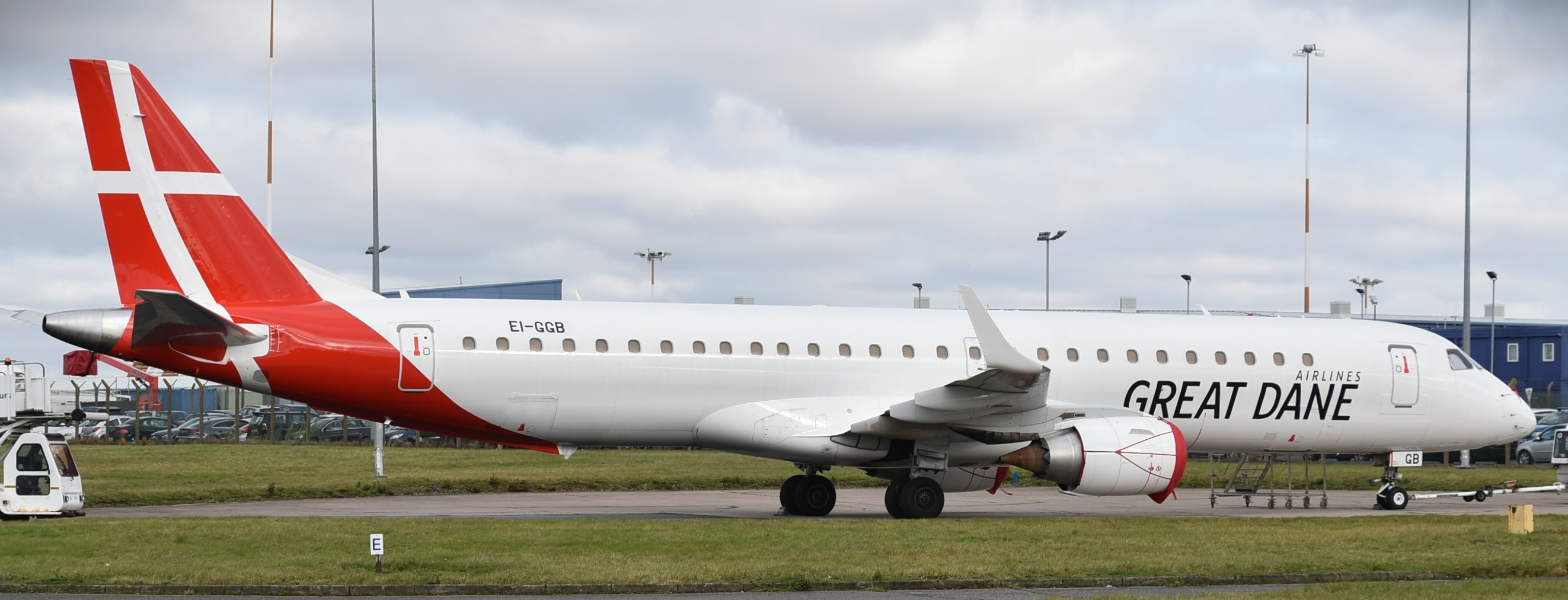
Un Embraer 195 de Great Dane Airlines au sol.

| Pays        | Ville             | Aéroport                           | Remarques              | Réfs  |
| ----------- | ----------------- | ---------------------------------- | ---------------------- | ----- |
| Croatie     | Divisé            | Aéroport de Split                  | Vol charter saisonnier | [ 8 ] |
| Croatie     | Rijeka            | Aéroport de Rijeka                 | Vol charter saisonnier |       |
| Croatie     | Zadar             | Aéroport de Zadar                  | Vol charter saisonnier |       |
| Danemark    | Aalborg           | Aéroport d'Aalborg                 | HUB                    | [ 9 ] |
| Grèce       | Crète             | Aéroport international de La Canée | Vol charter saisonnier |       |
| Grèce       | Rhodes            | Aéroport international de Rhodes   | Vol charter saisonnier |       |
| Grèce       | Preveza           | Aéroport de Preveza                | Vol charter saisonnier |       |
| Irlande     | Dublin            | Aéroport de Dublin                 | Vol charter saisonnier |       |
| Italie      | Bologne           | Aéroport international de Bologne  | Vol charter saisonnier |       |
| Italie      | Naples            | Aéroport international de Naples   | Vol charter saisonnier |       |
| Norvège     | Lakselv           | Aéroport de Lakselv                | Vol charter saisonnier |       |
| le Portugal | Madère            | Aéroport de Funchal                | Vol charter saisonnier |       |
| le Portugal | Lisbonne          | Aéroport international de Lisbonne | Vol charter saisonnier |       |
| Espagne     | Palma de Majorque | Aéroport de Palma de Majorque      | Vol charter saisonnier |       |
| dinde       | Alanya            | Aéroport de Gazipaşa               | Vol charter saisonnier |       |
| Royaume-Uni | Edinbourg         | Aéroport d'Édimbourg               | Vol charter saisonnier |       |

## Flotte
En janvier 2020, la flotte de Great Dane Airlines est composée des appareils suivants :
À partir de septembre 2020, OY-GDB et OY-GDC sont loués avec équipage à Bamboo Airways.